# Robert R. Ivany

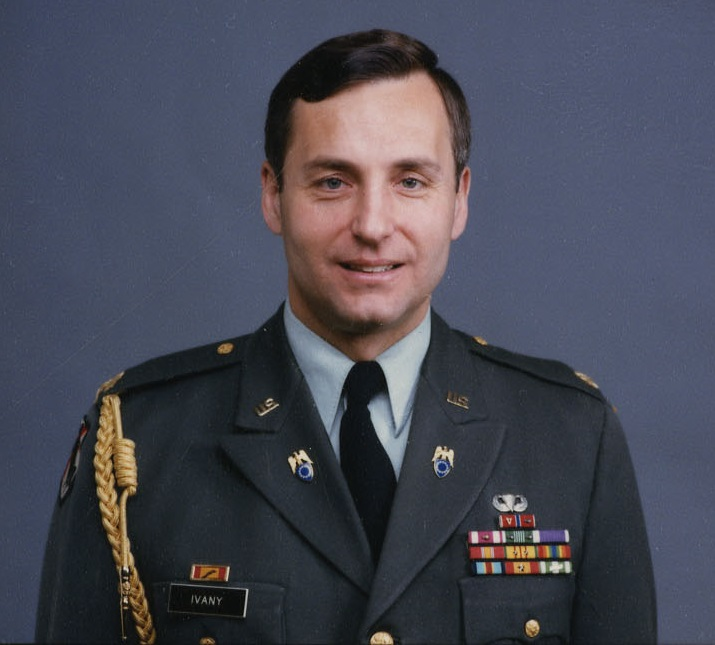
Robert R. Ivany

Robert Rudolph Ivany (* 4. Februar 1947 in Österreich) ist ein pensionierter Generalmajor der United States Army. Er war unter anderem kommissarischer Kommandeur der 3. Armee und später als Zivilist Präsident der University of St. Thomas in Texas.
Robert Ivany ist ein Sohn ungarischer Flüchtlinge, die sich vorübergehend in Österreich niederließen. Die Familie wanderte später in die Vereinigten Staaten aus. Er wuchs in Cleveland in Ohio auf. In den Jahren 1964 bis 1969 durchlief er die United States Military Academy in West Point. Nach seiner Graduation wurde er als Leutnant in das Offizierskorps des US-Heeres aufgenommen. In der Armee durchlief er anschließend alle Offiziersränge vom Leutnant bis zum Zwei-Sterne-General.
Im Lauf seiner militärischen Karriere absolvierte Robert Ivany verschiedene Kurse und Schulungen. Dazu gehörten unter anderem verschiedene Militärschulen und die University of Wisconsin–Madison, an der er europäische Geschichte der Neuzeit (Modern European History) studierte.
In seinen jüngeren Jahren absolvierte er den für Offiziere in den niederen Rangstufen üblichen Dienst in unterschiedlichen Einheiten und Standorten. Dazu gehörten auch Aufgaben als Stabsoffizier in verschiedenen Hauptquartieren. Er diente in Panzereinheiten und war zu Beginn seiner Laufbahn im Vietnamkrieg eingesetzt, wobei er verwundet wurde. Später kommandierte er militärische Einheiten auf vielen Ebenen. Er war unter anderem in Deutschland stationiert.
In den Jahren 1984 bis 1986 gehörte er dem erweiterten Stab des Präsidenten Ronald Reagan an. Neben seinen militärischen Tätigkeiten war Ivany unter anderem als Dozent für das Fach Geschichte an der Militärakademie in West Point tätig. Dort war er auch Trainer für das Football Team der Akademie. Ivany war auch im Zweiten Golfkrieg eingesetzt. Es folgten Versetzungen nach Kuwait, Saudi-Arabien und Ungarn, wo er bei der Umstrukturierung der jeweiligen Truppen behilflich war.
Zwischen Februar und Mai 1997 war Robert Ivany kommissarischer Kommandeur der 3. Armee. Am 13. August 1998 übernahm er das Kommando über den der Armee unterstehenden Teil des Militärbezirks um die Bundeshauptstadt Washington, D.C. (United States Army Military District of Washington). Diesen Posten bekleidete er bis zum 28. Juli 2000. Danach übernahm er die Leitung des United States Army War Colleges die er zwischen dem 31. Juli 2000 und dem 28. Juli 2003 innehatte. Wenig später schied er aus dem Militärdienst aus.
Nach seiner Pensionierung gehörte Ivany zunächst der Fakultät der Columbia University an. Im Juli 2004 wurde er Leiter (President) der University of St. Thomas in Houston. Dieses Amt hatte er über 13 Jahre lang inne. Seit 2017 führt er den Ehrentitel president emeritus der Universität.

## Orden und Auszeichnungen
Robert Ivany erhielt im Lauf seiner militärischen Laufbahn unter anderem folgende Auszeichnungen:
- Defense Distinguished Service Medal
- Army Distinguished Service Medal
- Defense Superior Service Medal
- Legion of Merit
- Bronze Star Medal
- Purple Heart